# Viktor Horváth
Viktor Horváth, né le 26 février 1978, est un pentathlète hongrois.
Il remporte le titre de champion d'Europe individuel le 9 juin 2007 avec 5600 points puis enlève le titre mondial individuel le 19 août 2007 à Berlin avec 5704 points. 

## Palmarès
| Discipline/Année                 | 2001 | 2002 | 2003 | 2004 | 2005 | 2006 | 2007 |
| Jeux olympiques Individuel       | -    | -    | -    | -    | -    | -    | -    |
| Championnats du monde Individuel | 2e   | -    | -    | -    | -    | 2e   | 1er  |
| Championnats du monde Équipe     | 1er  | 1er  | 1er  | -    | -    | 2e   | 3e   |
| Championnats d'Europe Individuel | -    | -    | -    | -    | -    | -    | 1er  |
| Championnats d'Europe Équipe     | 1er  | -    | -    | -    | -    | 1er  | 2e   |

Ce palmarès n'est pas complet